# ويليام أوسكار سميث
ويليام أوسكار سميث (بالإنجليزية: William Oscar Smith)‏ هو عازف جاز أمريكي، ولد في 2 مايو 1917 في بارتو في الولايات المتحدة، وتوفي في 31 مايو 1991 في ناشفيل في الولايات المتحدة.

## وصلات خارجية
- ويليام سميث على موقع ميوزك برينز (الإنجليزية)
- ويليام سميث على موقع ديسكوغز (الإنجليزية)